# Живеш тільки двічі (роман)
«Живеш тільки двічі » (англ. You Only Live Twice) — це одинадцятий роман в серії оповідань про Джеймса Бонда Яна Флемінга. Вона була вперше опублікована Jonathan Cape у Великій Британії 26 березня 1964 року та швидко розпродана. У книзі зберігається відмінність того, що останній роман Флемінга публікується в його житті, і подальші роботи публікуються посмертно. Ви живеш тільки  двічі - це остаточна глава у тому, що називається «Трилогія Блофельда».
Розповідь починається через вісім місяців після вбивства Трейсі Бонда, що сталася наприкінці попереднього роману «На секретній службі Її Величності». Джеймс Бонд пив і азартно грає і робить помилки у своїх завданнях, коли в останню чергу він направляється до Японії на півдипломатичну місію. Поки там він заперечує, начальник секретної служби Японії, щоб убити доктора Гунтрама Шаттерханда. Бонд усвідомлює, що Shatterhand - це Ернст Ставро Блофельд і вигадує місію помсти, щоб вбити його та його дружину Ірму Бант. 
Роман обговорюється на особистому рівні зі зміною Бонда від депресивної людини в траурі, до чоловіка дії, схильної на помсту, до амнезійного життя як японського рибалка. Через своїх персонажів, Флемінг також розглядає занепад світової війни після британської влади та впливу, особливо стосовно Сполучених Штатів. Книга була популярна серед публіки, з попереднім замовленням у Великій Британії на загальну суму 62 тис. Критики були більш приглушені у своїх реакціях, як правило, доставляючи змішані відгуки про роман. 

## Сюжет
Після весільного вбивства дружини Трейсі (див. «На секретній службі Її Величності»), Бонд починає не дозволяти своєму життю похитнути, пити і грати в азартні ігри, робити помилки і запізнюватися на роботу. Його начальник секретної служби, М, планував звільнити Бонда, але вирішив дати йому останню можливість виправити себе, призначивши його у дипломатичній гілці організації. Бонд згодом перейменований 7777 і вручив «неможливу» місію: переконати начальника секретної розвідки Японії, Тигра Танаки, щоб надати Великій Британії інформацію від радіопередач, захоплених з Радянського Союзу, під назвою Magic 44. В обмін, секретна служба дозволить японському доступ до однієї з власних інформаційних джерел.
Бонд представлений Танака, а також японському стилю життя - співробітником австралійської розвідки Дикко Хендерсон. Коли Бонд піднімає мету своєї місії з Танакою, з'ясовується, що японці вже проникли британським інформаційним джерелом, і Бонду нічого не залишалося. Замість цього, Танака просить Бонда убити доктора Гунтрама «Шаттердана», який керує політично незручним "Садом смерті" в стародавньому замку; люди попадають туди, щоб покінчити життя самогубством. Дізнавшись по фотографії Шаттердана та його дружини, Бонд дізнається, що «Шаттердана», та його дружина - вбивці Трейсі, Ернст Ставро Блофельд та Ірма Бант. Бонд з радістю приймає місію, зберігаючи свої знання про таємницю Блофельда, щоб він міг помститися за смерть його дружини. Сформований і навчений Tanaka, і за підтримки колишньої японської кінозірки Kissy Suzuki, Бонд намагається жити і думати, як мовний японський шахтар, щоб проникнути в замок Shatterhand. Танака перейменовує Бонд «Таро Тодорокі» для місії.
Після проникнення Саду смерті і замку, де Блофельд проводить свій час, одягнений в костюм самурайського воїна, Бонд захоплений, і Бюнт ототожнює його з британським секретним агентом, а не з японським шахтарем. Після того, як він  виконав, Бонд кидає помсту на Блофельда в поєдинку, Блофельд озброєний мечем і Бонд з дерев'яним персоналом. Бонд урешті-решт вбиває Блофельда, притискаючи його голими руками до насильницької люті, потім підриваючи замок. Після втечі він страждає травмою голови, залишаючи його амнезією як японський рибалка з Кіссі, а решта світу вважає його мертвим; його некролог з'являється в газетах. 
Хоча здоров'я Бонда покращується, Кіссі приховує свою справжню ідентичність, щоб тримати його назавжди для себе. Кіссі, урешті-решт, спить з Бондом і завагітніла, і сподівається, що Бонд запропонує одруження, коли знайде потрібний час, щоб розповісти йому про її вагітність. Бонд читає записки газети і фіксує з посиланням на Владивосток, змушуючи його замислитися, чи далеко місто є ключем до його пропажі пам'яті; він розповідає Кіссі, що він повинен поїхати до Росії, щоб з'ясувати.

## Персонажі
- Джеймс Бонд / Агент 007 — головний герой
- Ернст Ставро Блофельд — злочинець, глава СПЕКТРу
- М — начальник Бонда
- Міс Маніпенні — секретар М
- Тигр Танака  — союзник Бонда
- Кіссі Судзукі  — дівчина Бонда
- Ірма Бант  — другорядний лиходій

## Див. Фільми
- «Живеш тільки двічі» — 1967 — Бонда грає Шон Коннері